# Nodule de sœur Mary Joseph
Le nodule de sœur Mary Joseph (Sister Mary Joseph nodule) est une métastase cutanée ombilicale d'un cancer abdominal ou pelvien, d'origine digestive ou gynécologique. Il a été décrit pour la première fois en 1928 par le chirurgien américain William James Mayo, dont l'assistante en a fait la découverte.

## Historique
Julia Dempsey (1856–1939) alias sœur Mary Joseph était la religieuse chargée des fonctions d'infirmière opératoire et assistante du chirurgien William James Mayo au St. Mary's Hospital de Rochester (Minnesota) entre 1890 à 1915. Elle découvre cette anomalie chez un patient souffrant d'un cancer de l'estomac. Mayo en publie la première description en 1928.
Le chirurgien britannique Hamilton Bailey (en) lui a donné le nom de sœur Mary Joseph en 1949,.

## Présentation
Il forme une tuméfaction ferme, souvent douloureuse, en « bouton de pantalon » selon la description princeps et de taille variable (généralement inférieure à deux centimètres de diamètre). Elle est dans la plupart des cas associée à une tumeur à un stade avancé (notamment à une carcinose péritonéale) ou à la récidive d'une tumeur connue. Il existe une surreprésentation féminine (estimée à 85 % des cas), expliquée par le lien aux tumeurs gynécologiques. 
De fréquence rare, il constitue près de 30 % de l'ensemble des tumeurs ombilicales. Il s'agit presque toujours d'un adénocarcinome.
La tumeur primitive à l'origine de cette localisation secondaire peut être :
- un cancer de l'estomac, dans près de 26 % des cas ;
- un cancer de l'ovaire : 12 % ;
- un cancer du côlon : 10 % ;
- une tumeur maligne du pancréas : 7 %.

Les autres origines — endomètre, col utérin, voies biliaires, intestin grêle — sont plus rares. De très exceptionnelles tumeurs pulmonaires et mésothéliales ont également été décrites. La tumeur primitive reste inconnue dans un tiers des cas. Ce nodule est de mauvais pronostic, annonçant une survie qui ne dépasse pas une année.